# Leptophyes discoidalis
Leptophyes discoidalis is een rechtvleugelig insect uit de familie sabelsprinkhanen (Tettigoniidae). De wetenschappelijke naam van deze soort is voor het eerst geldig gepubliceerd in 1867 door Frivaldsky.